# Nome du Taureau noir

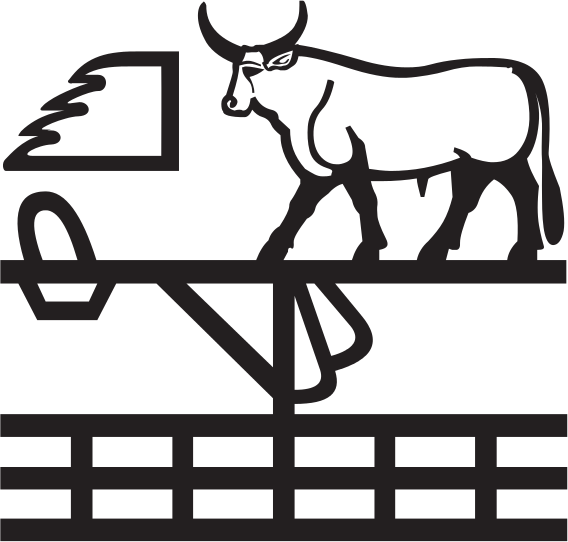
Hiéroglyphe symbole du Nome.

Le nome du Taureau noir (km-wr) est l'un des 42 nomes (division administrative) de l'Égypte antique. C'est l'un des vingt nomes de la Basse-Égypte et il porte le numéro dix.

## Géographie
Du fait de l'état de la fameuse inscription de la chapelle blanche qu'est liste des nomes de Sésostris Ier, la taille du nome à cette époque est inconnue. Le nome était situé entre le nome du Taureau recensé au nord, le nome d'Andjety au nord-ouest, le nome inférieur de Neith au sud-ouest, le nome du Sceptre intact à l'est, puis uniquement au sud-est lors de la création du nome de l'Enfant royal au Nouvel Empire puis du nome supérieur de l'Enfant royal lors de la division en deux de ce nome de l'Enfant royal pendant la Troisième Période intermédiaire.

## Histoire
Le nome est ancien, sa métropole Athribis est attestée dès la IVe dynastie. Elle est d'ailleurs la ville natale d'Amenhotep fils de Hapou, architecte du roi Amenhotep III. Pendant la dernière phase de la Troisième Période intermédiaire, le nome avait une certaine indépendance. D'ailleurs, lors du conflit opposant la coalition menée par Tefnakht de Saïs à l'armée koushite de Piânkhy lors de la conquête de l'Égypte par ce dernier, le prince-répat d'Athribis Bakennefy prit le parti de Tefnakht mais ne participa pas en personne aux batailles, se contentant d'envoyer des troupes. Par la suite, après la défaite de la coalition, Piânkhy prit Athribis où il fit se soumettre plusieurs membres de la coalition, dont le nouveau prince-répat d'Athribis Padiaset, probable fils de Bakennefy. Par la suite, il semble que Padiaset ait été remplacé par son fils aussi nommé Bakennefy, lui-même suivi de son fils Inarôs, protagoniste de la Geste d'Inarôs et qui prit part aux combats assyro-koushito-saïtes des années -674 à -655.

## Divinités locales

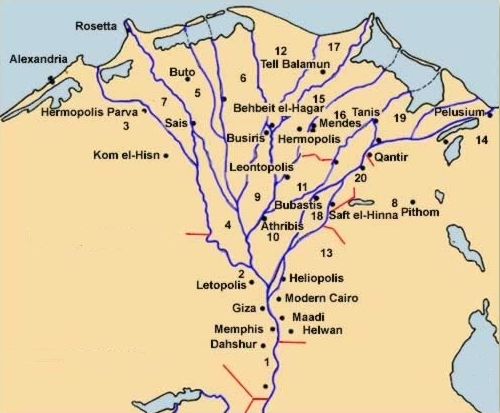
Les nomes de Basse-Égypte

Le dieu local principal était à l'origine Khentykhety, qui fut cependant absorbé par Horus dès l'Ancien Empire, qui était alors nommé « Horus-Khentykhety »,,. Sa parèdre était à l'origine une déesse vache Khouyt, « la Protectrice » ; tout comme Khentykhety, elle fut cependant absorbée par Hathor.

## Lieux principaux
Il est à noter que les frontières du nome ont changé avec le temps, les villes citées ci-dessous ont été identifiées comme faisant partie du nome dans ses frontières ptolémaïques.
- Athribis
- Tell Oum Harb